# Симетрична функція
Симетрична функція від n змінних — це функція, значення якої на будь-якому n-кортежі аргументів таке саме, як і значення на будь-якій перестановці цього n-кортежу. Якщо, наприклад {\displaystyle f(\mathbf {x} )=f(x_{1},x_{2},x_{3})}, функція може бути симетричною на всіх змінних або парах {\displaystyle (x_{1},x_{2})}, {\displaystyle (x_{2},x_{3})} або {\displaystyle (x_{1},x_{3})}. Хоча це може стосуватися будь-яких функцій, для яких n аргументів мають одну і ту саму область визначення, найчастіше мають на увазі многочлени, які в цьому разі є симетричними многочленами. Поза многочленами теорія симетричних функцій бідна і мало використовується.

## Симетризація
Якщо задано деяку функцію f від n змінних зі значеннями в абелевій групі (тобто в групі з комутативною операцією), симетричну функцію можна побудувати підсумовуванням значень f за всіма перестановками аргументів. Аналогічно, антисиметричну функцію можна побудувати як суму за всіма парними перестановками, від якої віднімається сума за всіма непарними перестановками. Ці операції, звичайно, незворотні і можуть призвести до тотожно рівної нулю функції для нетривіальної функції f. Єдиний випадок, коли f можна відновити, коли відомі симетризація функції і антисиметризація, це коли n = 2 і абелева група допускає ділення на 2 (операція, зворотна подвоєнню). В цьому випадку f дорівнює половині суми симетризації і антисиметризації.

## Приклади
- Розглянемо функцію

{\displaystyle f(x_{1},x_{2},x_{3})=(x-x_{1})(x-x_{2})(x-x_{3})}
За визначенням, симетрична функція від n змінних має властивість, що
{\displaystyle f(x_{1},x_{2},...,x_{n})=f(x_{2},x_{1},...,x_{n})=f(x_{3},x_{1},...,x_{n},x_{n-1})} і т.д.
У загальному випадку функція залишається тією самою за будь-якої перестановки змінних. Це означає, що в нашому випадку
{\displaystyle (x-x_{1})(x-x_{2})(x-x_{3})=(x-x_{2})(x-x_{1})(x-x_{3})=(x-x_{3})(x-x_{1})(x-x_{2})}
і так далі для всіх перестановок {\displaystyle x_{1},x_{2},x_{3}}
- Розглянемо функцію

{\displaystyle f(x,y)=x^{2}+y^{2}-r^{2}}
Якщо переставити місцями x і y, функція набуде вигляду
{\displaystyle f(y,x)=y^{2}+x^{2}-r^{2}},
що збігається з початковою функцією f(x,y).
- Тепер розглянемо функцію

{\displaystyle f(x,y)=ax^{2}+by^{2}-r^{2}}
Якщо переставити x і y місцями, отримаємо
{\displaystyle f(y,x)=ay^{2}+bx^{2}-r^{2}.}
Ця функція, очевидно, не буде тією самою, що й початкова, якщо a ≠ b, отже, вона не симетрична.

## Додатка

### U-статистика
У статистиці статистика на n-вибірці (функція від n змінних), отримана шляхом бутстрепу симетризації статистики на вибірці з k елементів, дає симетричну функцію від n змінних, звану U-статистикою. Приклади включають вибіркове середнє та вибіркову дисперсію.